# Konrad z Marburga
Konrad z Marburga, Konrad von Marburg (ur. pomiędzy 1180 a 1190, zm. 30 lipca 1233 w Belterhausen koło Marburga) – niemiecki duchowny Kościoła katolickiego, norbertanin, inkwizytor.

## Życiorys
Wczesne życie Konrada nie jest dobrze znane, ale jest opisywany przez współczesne źródła kościelne jako dobrze wykształcony. Prawdopodobnie był opatem klasztoru Norbertanów w Arnstein. Według legendy głoszonej przez dominikanów po jego śmierci, miał być członkiem ich zakonu, zwerbowanym doń przez samego św. Dominika, który wysłał go do Niemiec z misją zwalczania herezji. Tradycję tę jednak należy odrzucić jako niemającą dostatecznego oparcia w źródłach. Studiował prawdopodobnie w Paryżu lub w Bolonii; powszechnie tytułowany w źródłach jako "magister", był prawdopodobnie księdzem świeckim o teologicznym wykształceniu.
Po tym, jak był świadkiem spalenia za herezję na stosie cysterskiego zakonnika, zaczął uważać, że tylko cierpienie prowadzi do zbawienia. W 1214 został w Niemczech głosicielem V krucjaty organizowanej przez Honoriusza III, która doszła do skutku w latach 1217-21. Dzięki temu poznał Ludwika IV - landgrafa Turyngii, a w 1227 stał się duchowym przewodnikiem 20-letniej wówczas wdowy po nim, Elżbiety z Turyngii, której spowiednikiem był od 1225. Konrad miał przekonać Elżbietę do surowych praktyk pokutnych, co osłabiło jej organizm do tego stopnia, że zmarła w wieku zaledwie 24 lat, 17 listopada 1231. Konrad był później świadkiem w jej procesie kanonizacyjnym. 
Kiedy w 1225 legat papieski Konrad von Urach zwołał do Moguncji narodowy synod niemiecki, który zatwierdził wszystkie kanony reformy kościoła, przyjęte jeszcze na Soborze Laterańskim w 1215, Konrad z Marburga został wyznaczony pomocnikiem legata.
Konrad był jednym z najbliższych współpracowników papieża Grzegorza IX. W 1227 otrzymał od papieża upoważnienie pozwalające rozwiązać problem dotyczący nieprzestrzegania celibatu przez księży w Niemczech. Rozwiązanie problemu miało polegać na zmuszeniu księży do oddalenia swych konkubin. Papież wysłał go też na przeszpiegi do grupy niemieckich heretyków, zwanych lucyferianami. Mianując go 11 października 1231 pierwszym inkwizytorem papieskim Niemiec, dał mu nadzwyczajne uprawnienia.
Jako inkwizytor Konrad zasłynął z tego, że prowadzone przez niego procesy inkwizycyjne naruszały nałożone na nie uwarunkowania i rygory. Nie dawał oskarżonym prawa do obrony. Na wszelkie stawiane zarzuty Konrad nakazywał natychmiast odpowiadać jedynie "tak" lub "nie". Oskarżonym dawał dwie możliwości: albo przyznać się do winy i ocalić życie, albo uparcie trzymać się swojej niewinności i zostać spalonym. W stosunku do tych, którzy się przyznali, Konrad stosował karę obcięcia włosów. Wspomina o tym biskup Moguncji w swoim liście do papieża i dodaje, że ci, którzy przyznali się do winy w obecności Konrada, po jego odejściu odwoływali swoje zeznania. W związku z brakiem możliwości obrony wielu prawowiernych katolików, nie chcąc kłamać i przyznać się do herezji, o której nie mieli pojęcia, wybrało śmierć na stosie. Tym ludziom Konrad miał obiecać męczeństwo. Inni przyznawali się do winy - to jednak wiązało się z koniecznością wymienienia wspólników, pod groźbą stosu. Wielu więc, nie wiedząc kogo oskarżać prosiło Konrada, by wymienił nazwiska osób, co do których ma podejrzenia, które następnie oni potwierdzali. W takiej sytuacji każdy mógł zostać oskarżony. Wykorzystywali to co przebieglejsi heretycy, którzy nieraz specjalnie oddawali się w ręce inkwizycji tylko po to, żeby zadenuncjować katolików, czy też zwykli ludzie, którzy przy pomocy inkwizycji załatwiali osobiste porachunki.
Konrad nie stosował się też do zasady, by w Trybunale Inkwizycyjnym zasiadał miejscowy biskup. Lekceważył opinie arcybiskupów. Gdy najpierw sam arcybiskup Moguncji, a potem wspólnie z arcybiskupami Kolonii i Trewiru zaczął upominać Konrada, by w swoim postępowaniu był bardziej umiarkowany, ten zaczął w Moguncji publicznie głosić kazania przeciwko niemu. W prowadzeniu spraw inkwizycyjnych Konrad z Marburga wspierany był przez dwóch fanatycznych pomocników, niedawno nawróconych z herezji: Konrada Dorso (dominikanina) i Jana zwanego "jednookim" (człowieka świeckiego). Pozbawiony kontroli skazał na stos wielu domniemanych heretyków.
Kiedy oskarżył o herezję hrabiego Solms, Anesberg, hrabinę Lotz, a zwłaszcza hrabiego Sayn Henryka II, ten ostatni odwołał się do arcybiskupa Moguncji, Zygfryda III z Eppstein. Arcybiskup 25 lipca 1233 zwołał synod, na którym obecni byli możni oraz panowie świeccy z królem Henrykiem na czele. Arcybiskup stwierdził niewinność hrabiego. Rozzłoszczony takim obrotem sprawy Konrad zaczął głosić w Moguncji krucjatę przeciwko tym oskarżonym możnym, którzy jednak nie przybyli. Jego wezwania nie znalazły jednak zrozumienia, w związku z czym postanowił udać się z powrotem do Marburga. Jednak w Belterhausen został zabity przez krewnych jednej ze swoich licznych ofiar. Według profesor teologii Uty Ranke-Heinemann padł ofiarą oporu przeciw zainicjowanemu przez siebie prześladowaniu ludzi w Niemczech z powodu herezji.
W tym samym czasie, po synodzie w Moguncji, wysłano do papieża posła, aby poinformował go o nadużyciach popełnianych przez Konrada z Marburga i zasięgnął opinii w tej sprawie. Grzegorz IX zaniepokoił się tym, jednak późniejsza wiadomość o zabiciu Konrada go rozgniewała. Na początku następnego roku na synodzie we Frankfurcie zabójcy Konrada zostali ekskomunikowani, a papież kazał ich ukarać.